# My Big Fat Greek Wedding
My Big Fat Greek Wedding (conocida como "Mi gran boda griega" en España y República Dominicana, "Casarse... está en griego" en México, y "Mi gran casamiento griego" en otros países de Latinoamérica) es una película estadounidense-canadiense del año 2002, dirigida por Joel Zwick.  El guion fue escrito por Nia Vardalos, quien también participó en el reparto como protagonista.
En el año 2002, fue la quinta película más taquillera de Estados Unidos, recaudando 241.438.208 dólares. Además, esta película estuvo nominada a los premios Óscar en 2003, en la categoría de mejor guion original. 
La trama gira alrededor de Fotoula 'Toula' Portokalos (Nia Vardalos), una mujer de ascendencia griego-americana, que se enamora de un chico estadounidense y un "White Anglo-Saxon Protestant" llamado Ian Miller (John Corbett). En el transcurso de la película, los protagonistas tienen que luchar por vencer las diferencias culturales. Además, el filme examina los distintos valores y relaciones familiares.

## Argumento
Toula está atravesando una crisis de la mediana edad, debido a su mala suerte en el amor y en la vida. En la secuencia de apertura, Toula narra que ha fallado a su familia por incumplir las tres reglas esenciales de vida para una joven mujer griega, las cuales son: Casarse con un hombre griego, procrear hijos griegos, y cuidar de ellos toda la vida.
Debido a este error, Toula se ve obligada a trabajar en el negocio familiar, un restaurante llamado “Dancing Zorbas”. Al contrario de su hermana “perfecta”, Toula tiene un aspecto desaliñado, y es un personaje cínico que vagamente expresa sus deseos y añora la felicidad. Ahora con 30 años de edad, Toula teme permanecer con su estilo de vida actual. 
Sin embargo, todo esto cambia, cuando un día en el restaurante atiende a un profesor de escuela llamado Ian Miller (John Corbett), en quien ella centra toda su atención. Además, encuentra un folleto informativo sobre cursos de computación ofrecidos por un Instituto cercano, despertando en ella el deseo de estudiar nuevamente y así cambiar su vida.
De esta manera, Toula solicita a su padre, Gus (Michael Constantine) permiso para asistir al curso de computación para actualizar y mejorar la administración del restaurante, pero este se niega. Finalmente, con la ayuda de su madre, María (Lainie Kazan), convencen a su obstinado padre. A partir de su inscripción en el instituto, Toula se somete a varios cambios de apariencia para mejorar su aspecto físico. Además, se inscribe en un seminario de computación para el manejo de una agencia de turismo. 
Una vez que el seminario concluye, Toula se confabula con su madre y su tía Voula (Andrea Martin) para lograr que su padre le permita abandonar su trabajo en el restaurante y de esta forma pueda ayudar en la agencia turística de su tía. El plan tiene éxito, y Toula inicia su nueva labor de agente de turismo.  
Toula se siente mejor en su nuevo trabajo, y un día conoce a Ian Miller.  Ambos sienten atracción mutua, y entablan una relación amorosa. Toula mantiene su relación en secreto por varias semanas, hasta que su prima Nikki (Gia Carides) le advierte que un vecino los descubrió besándose en la calle y que este notificó a la familia. 
En la escena siguiente, Toula es regañada por su padre Gus, debido a que esta mantiene una relación con Ian, que es un extranjero o “Xenos”. Gus establece un plan para corregir la situación de Toula e invita a varios pretendientes griegos a cenar todas las noches, en un intento de mantener los lazos culturales. Sin embargo, Ian pide educadamente permiso a Gus para poder salir con Toula, y éste se niega. A pesar de todo, Toula y Ian siguen saliendo juntos, y su relación se va tornando más íntima. Ian invita a Toula a que conozca a sus padres que son de clase media alta, anglosajones, blancos, y protestantes, WASP.  
Consecuentemente, Ian le propone matrimonio a Toula, y ella acepta. Gus se ve obligado a aceptar el compromiso. A partir de este momento, Ian acepta adoptar varias tradiciones culturales griegas y de esta manera se convierte a la iglesia ortodoxa griega para poder desposarse con Toula. 
Con el transcurso del tiempo, empiezan el proceso de planificación de la boda, y los familiares de Toula interfieren en cada detalle, abrumando en ocasiones a la pareja. No obstante, Ian y Toula logran vencer los obstáculos, y contraen matrimonio. En el epílogo final de la película, Toula manifiesta estar felizmente casada con Ian, y que ambos tienen una hija de siete años llamada Paris. La familia vive armoniosamente en una casa adyacente a los padres de Toula, que fue el regalo de bodas de estos.

## Reparto
| Actor / Actriz         | Personaje                       |
| ---------------------- | ------------------------------- |
| Nia Vardalos           | Toula Portokalos                |
| Christina Eleusiniotis | Toula Portokalos - A los 6 años |
| John Corbett           | Ian Miller                      |
| Michael Constantine    | Costa "Gus" Portokalos          |
| Lainie Kazan           | María Portokalos                |
| Andrea Martin          | Tía Voula                       |
| Louis Mandylor         | Nick Portokalos                 |
| Gia Carides            | Prima Nikki                     |
| Joey Fatone            | Angelo                          |
| Ian Gómez              | Mike                            |
| Jayne Eastwood         | Señora White                    |
| Fiona Reid             | Harriet Miller                  |
| Bruce Gray             | Rodney Miller                   |
| Anthony Kandiotis      | Sacerdote                       |
| Gerry Mendicino        | Tío Taki                        |
| Stavroula Logothettis  | Athena                          |
| Maria Vacratsis        | Tía Freida                      |
| Arielle Sugarman       | Paris Miller                    |

## Producción
Rita Wilson, esposa de Tom Hanks asistió a la presentación de “My Big Fat Greek Wedding” en un teatro de Los Ángeles. La obra teatral estaba interpretada únicamente por Nia Vardalos y trataba  de su autobiografía. Wilson, de ascendencia griega, reconoció instantáneamente el potencial de la obra para ser llevada al cine. De esta manera, convenció a su marido para que asistiera la semana siguiente. La pareja estaba encantada con la obra, y decidió realizar un trato comercial con Vardalos. Vardalos, ya había desarrollado un guion adaptado para el cine, debido a que la compañía productora Playtone se había interesado antes en la obra. No obstante, Tom Hanks y Playtone se aliaron como productores del filme, y empezaron el rodaje de la película, permitiendo la participación de Nia Vardalos como protagonista.

### Ubicación
El rodaje del filme se realizó en Toronto y Chicago. La universidad de Ryerson University y el barrio griego Greektown en Toronto, son algunas de las localidades que aparecen en el filme con más prominencia. Además se grabaron algunas escenas en la calle Danforth Avenue. La casa de Gus y María Portokalos, y la casa adyacente donde vivirían Toula con Ian, están ubicadas en Glenwood Crescent, en la calle O’Connor Drive en East York. La casa de la familia Portokalos mantiene la misma ornamentación mostrada en el filme.

### Fechas de lanzamiento
Después del preestreno de 2002, la película fue lanzada al aire en Estados Unidos el 19 de abril del año 2002. Asimismo, la película se estrenó ese verano en Islandia, Israel, Grecia, y Canadá. Durante el otoño y el invierno, el filme se estrenó en Turquía, Inglaterra, Nueva Zelandia, Argentina, Australia, Hong Kong, Brasil, Noruega, Holanda, República Checa, España, Bélgica, Italia, Taiwán, Filipinas, Egipto, Perú, Suecia, México, Hungría, Alemania, Austria, Suiza, Francia, Polonia, Kuwait, Estonia y Lituania. Finalmente se estrenó en marzo de 2003 en Corea del Sur, y en julio de 2003 en Japón.